# محمد بن عودة
محمد بن عودة (باللهجة المغاربية: إمحمد بن عودة)؛ من أشهر وأجل صلحاء ورجال العلم في الجزائر خلال العهد العثماني شاعر ومجاهد وصوفي وعالم سنة مدرس ومؤسس زاوية محمد بن عودة في ولاية غليزان من مواليد 972 هـ ينسب لمربيته عودة بنت أو أخت محمد بن علي المجاجي. وهي عالمة متصوفة وقد تكلفت السيدة عودة بتربيته ورعايته.
وكانت له نوبة للحراسة والرّباط على ساحل البحر بوهران لحراسة المدينة من الإسبان. وتوفي بمرض عضال عام 1034 هـ.

## حياته

### نسبه
هو محمد بن يحي الصغير بن عبد العزيز ومن أساميه عواد وعدوة  ويتصل نسبه لموسى الكاظم بن جعفر الصادق بن محمد الباقر بن علي زين العابدين بن الحسين بن علي رضي الله عنهم أجمعين أي أنه حسيني النسب ولد عام 972 هـ بمنطقة دار بن عبد الله حاليا أي جنوب غليزان بـ 15 كلم.

### نشأته
نشأ سيد محمد بن عودة رفقة إخوته في بيئة علمية دينية رغم اليتم إلا أن عزيمته وإصراره حتم عليه أن يطلب العلم بزاوية سيدي محمد بن علي بمجاجة وهناك لقب بإن عودة نسبة لإبنت الشيخ لالا عودة وكفلته شخصيا بعد أن رق قلبها ليتم الوافد الجديد وإنتقل بنواحي قرطوفة والرحوية حاليا عند الشيخ بن عيسى ونال شهرة كبيرة في المجتمع لتواضعه وزهده وعلمه كما عاصر الشيخ الصحراوي والأبيض محمد سيدي الشيخ.

### علمه وخصاله
إنتسب سيدي محمد بن عودة للطريقة القادرية وجعل لها زاوية  وأقام خيمتين واحد لطلبة العلم وأخرى لعابري السبيل وسطع إسمه في شعر الجفر على خطى سيدي لخضر بن خلوف وكان كثير التعبد إذ كان له في جوف الأرض مكان يختلي به إقتداءا بالرسول صلى الله عليه وسلم وكانت نظرة الناس لها مليئة بالإجلال والتعظيم خاصة أنه كان مروضا للأسود وأطلق عليه لقب «قواد السبوعة» أو «طواع السبوعة».

## شعره

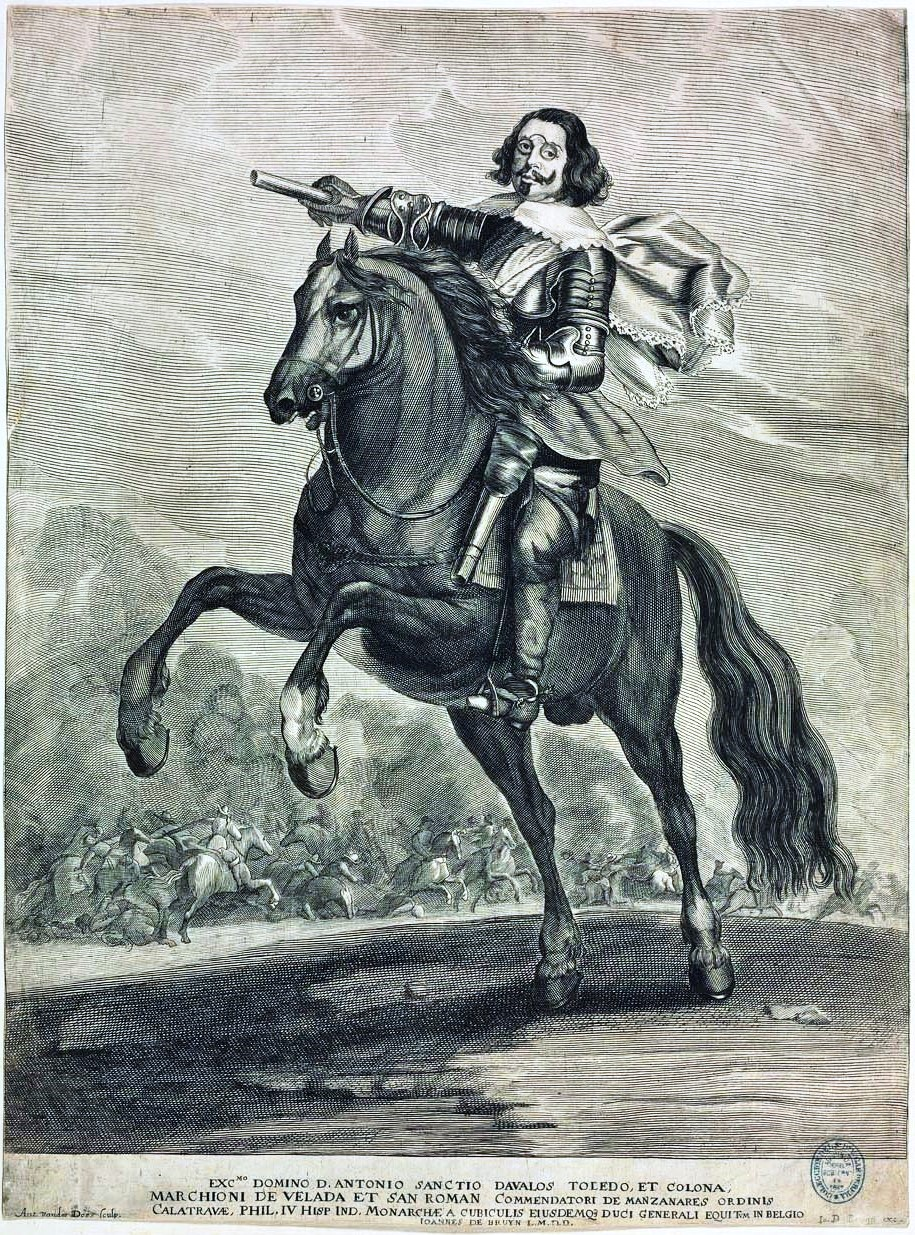
أنطونيو سانشو حاكم وهران 1626-1628

## شيوخه
- الشيخ بن عيسى
- امحمد بن علي المجاجي
- الشيخ صحراوي
- الشيخ بن الدين البكري
- عبد القادر بن محمد

## جهاده
لم يتوانى سيدي محمد بن عودة عن تلبية نداء الجهاد فسارع بكل شجاعة لنجدة الثغور الإسلامية التي تحرش بها 
الصلبيون الإسبان ومازال المكان الذي رابط فيه موجود شرق مدينة وهران  وأقام الباي محمد الكبير ذكرى للبطل مقاما شاهدا على جهاده ومازال ذكراه حية لدى ساكنة وهران وينادون سيدي محمد مول البحر.

## شهادات في حقه
روى أحد تلامذة الشيخ عنه قال:
| محمد بن عودة | سمعت منه المعرفة بالله وكذا سمعت منه المعرفة بأنبياء الله ورسله الكرام عليهم أفضل الصلاة وأزكى السلام فتحسبه به أنه كان مع كل نبي في زمانه ومن أهل عصره وأوانه وكذا سمعت منه بالمعرفة من الملائكة الكرام وإختلاف أجناسهم وتفاوت مراتبهم بما كنت أحسب أن البشر لا يبلغون إلى علم ذلك ولا يختطون إلى ما هناك وكذا سمعت منه المعرفة بالكتب السماوية والشرائع النبوية سالفة الأعصار المتقدمة على مرور الليالي والنهار وتحققت به أنه سيد العارفين وأولياء أهل زمانه أجمعين وكذا سمعت أنه بمعرفة يوم الآخر وجميع أهل الحشر والنشر والصراط والميزان والنعيم وغير ذلك ما تعرفه إذا سمعته يتكلم في شهود المعرفة وعرفان اليقين فأيقنت حينئذ بولايته العظمى | محمد بن عودة |

## وفاته
توفي سيدي محمد بن عودة سنة 1034 هـ ولم يتزوج قط وخلف مقولة شهيرة خدامي هم أبنائي وقبره موجود حاليا ببلدية تحمل إسمه وعند تولي الباي محمد الكبير مقاليد الحكم بوهران أقام له ضريح تكريما له ولقبيلة فليتة على جهادهم ضد الإسبان .. وأصبح ضريحا ملاذا للهاربين والخائفين ولم يجرأ أي أحد أن يسفك الدماء بقربه ولعل إستنجاد الدرقاوي في حروبه مع العثمانيين وتساهل الباي حاكم وهران لدليل ساطع على حرمة المكان.

## ذكراه

### القصص والحكايات

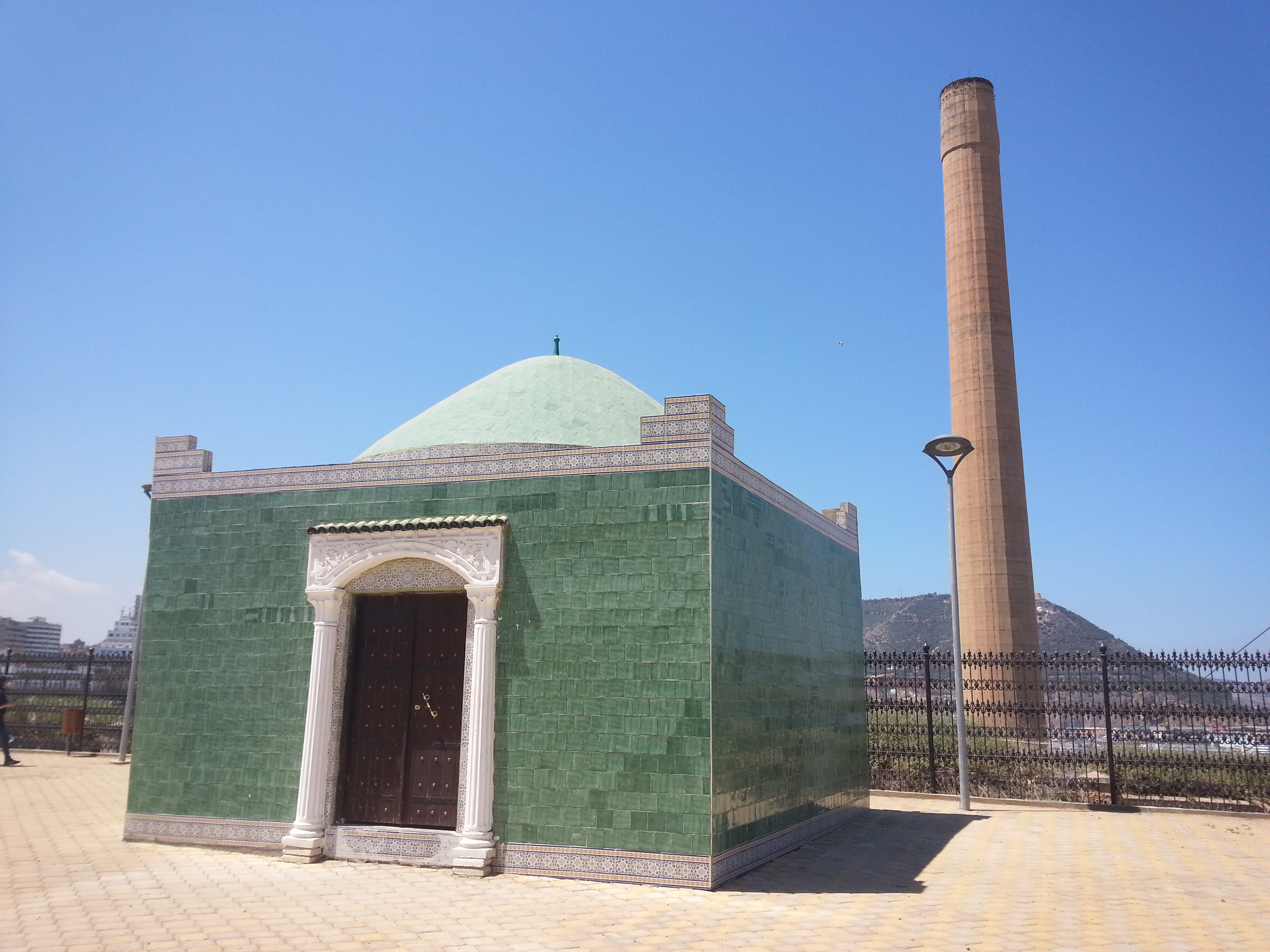
مقام سيدي امحمد بن عودة بوهران

مازل الناس يتطرقون لسيرة سيدي محمد بن عودة سواء بالحقيقة أو بالمبالغة فلقد نسجت له الكثير من القصص له خاصة في الجزائر العاصمة  على إثر زيارة الشيخ لأحد صلحاء العاصمة مصطحبا أسد وبحلول الليل أشار صاحب الدار أن يربط الأسد مع البقرة مع ذهول الضيف لكن المفاجأة كانت أن الأسد مات مشنوقا محاولا التخلص من القيد للإنقضاض على البقرة لكن القصة حرفت وتداولها الناس على أن البقرة أكلت الأسد، وأصبحت مقولة سبع بن عودة ترمز لكل إنسان مغتر بنفسه.

### الوعدة
أما في منطقته ونظرا للميراث الذي خلفه سيد محمد بن عودة للذين عاصروه والذين خلفوا يقام كل عام وعدة أو طعم  تخليدا لذكراه ويتخلل هذا الإحتفال عروض فانتازيا ومباريات للعصى التقليدية وحلقات للشعر لإستحضار الماضي المجيد وتعد الذكرى مناسبة هامة لللتقاء الناس والأقارب والأحباب وتجاذب الحديث وآخر المستجدات الطافية على الحياة اليومية.

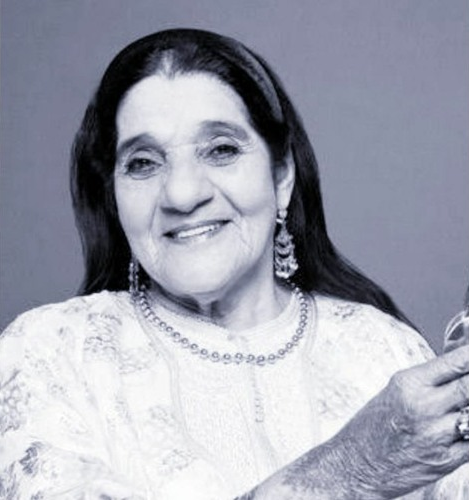
الشيخة-ريميتي

### الغناء
أما في مجال الغناء فلا زال الشعراء والمغنيات وخاصة الفرق النسويـــــة المتمثلة في المداحات يرددن مناقبه وخصاله في الأفراح والأعراس.ولعل الشيخة الريميتي أبرز من غنت له بالإضافة للشيخ المماشي الذي لقبه بغول الويدان.

## مقالات ذات صلة
- قائمة مساجد الجزائر
- الزوايا في الجزائر
- المرجعية الدينية الجزائرية
- الحزب الراتب